# کواینفلد
کواینفلد (به آلمانی: Queienfeld) یک منطقهٔ مسکونی در آلمان است که در گرابفلد واقع شده‌است.
 کواینفلد  ۵۲۶ نفر جمعیت دارد.